# Xã McRae, Quận White, Arkansas
Xã McRae (tiếng Anh: McRae Township) là một xã thuộc quận White, tiểu bang Arkansas, Hoa Kỳ. Năm 2010, dân số của xã này là 1.285 người.